# Bogumił Szuba (konstruktor)
Bogumił Czesław Szuba (ur. 31 stycznia 1925 w Brzozowie, zm. 20 lipca 1989 w Bielsku-Białej) – polski inżynier, konstruktor szybowcowy.

## Życiorys
Syn Władysława i Cecylii z Gadomskich. Maturę uzyskał w liceum w Brzozowie. Od września 1945 studiował na Wydziale Mechanicznym Politechniki Śląskiej w Gliwicach, następnie przeniósł się na Akademię Górniczo-Hutniczą w Krakowie. W 1951 ukończył studia i rozpoczął pracę w Centralnym Biurze Aparatury Chemicznej i Urządzeń Chemicznych „Koksoprojekt” w Krakowie.
Od maja 1955 rozpoczął pracę w Szybowcowym Zakładzie Doświadczalnym w Bielsku-Białej jako starszy konstruktor. Był kierownikiem zespołów konstrukcyjnych opracowujących szybowce wyczynowe SZD-19 Zefir, Zefir 2, SZD-29 Zefir 3 i SZD-31 Zefir 4. W szybowcu SZD-19 Zefir jego konstrukcji po raz pierwszy zastosowano nowość na skalę światową - leżącą pozycję pilota. W 1956 roku przeszedł praktyczny kurs szybowcowy.
Od 1969 był szefem Biura Konstrukcyjnego a następnie Wydziału Badawczo-Rozwojowego SZD i pracował nad konstruowaniem szybowców laminatowych. W latach 1976–1978 i 1983-1987 zajmował stanowisko głównego konstruktora, w 1982 roku pod jego kierownictwem skonstruowano szybowiec SZD-48-3 Jantar Standard 3.
Był przedstawicielem Polski na kongresach OSTIV w Kolonii, Vršac oraz w Cannes.
Zmarł 20 lipca 1989 w Bielsku-Białej, został pochowany na cmentarzu katolickim przy ul. Grunwaldzkiej.

## Odznaczenia
- Krzyż Kawalerski Orderu Odrodzenia Polski,
- Srebrny Krzyż Zasługi,
- Dyplom Honorowy FAI,
- Dyplom FAI im. Tissandiera,
- Brązowy Medal „Za zasługi dla obronności kraju”,
- Srebrny Medal „Za zasługi dla obronności kraju”,
- Odznaka „Zasłużonego dla APRL”,
- Złota odznaka „Zasłużony dla Rozwoju Województwa Katowickiego”,
- odznaka „Zasłużony dla Zakładu”.